# Herbert Kilpin
Herbert Kilpin (* 24. Januar 1870 in Nottingham, England; † 22. Oktober 1916 in Mailand, Italien) war ein englischer Fußballspieler und -trainer.
Kilpin gehörte zu den Gründern der AC Mailand und gilt als einer der Wegbereiter des italienischen Fußballs. Er war ein vielseitiger Spieler, der auf beinahe jeder Position eingesetzt werden konnte.

## Leben und Karriere

### Anfänge
Herbert Kilpin wurde am 24. Januar 1870 als Sohn eines Fleischers in Nottingham geboren, wo er als jüngstes von neun Geschwistern aufwuchs. Nachdem er die Schule verlassen hatte, arbeitete er in einem Lagerhaus für Spitzenstoffe in der Stadt.
Bereits zu dieser Zeit war der Engländer ein begeisterter Fußballer und bereits im Alter von 13 Jahren an der Gründung eines kleinen Amateurklubs beteiligt, der nach dem italienischen Nationalhelden Giuseppe Garibaldi benannt wurde und dessen Spieler in Anlehnung an die Rothemden rote Trikots trugen.

### Von England nach Italien
Kilpin setzte seine Fußballkarriere bis 1891 als Abwehr- bzw. Mittelfeldspieler bei Notts Olympic und Saint Andrews, einer Kirchenmannschaft, die in der Nähe des Forest Recreation Ground spielte, fort.
Im Jahr 1891 ging Herbert Kilpin nach Turin in Italien, um für Edoardo Bosio, einen italienisch-schweizerischen Textilienhändler, der Beziehungen nach Nottingham hatte, zu arbeiten. Im selben Jahr gründete Bosio in Turin den Verein Internazionale Torino, der als der erste italienische Fußballklub überhaupt gilt. Kilpin spielte für diesen Verein und wurde damit der erste englische Fußball-Legionär der Geschichte. Im Jahr 1898 nahm er mit dem Klub an der erstmals ausgetragenen italienischen Fußball-Meisterschaft teil, bei der man im Finale am CFC Genua scheiterte. Auch im folgenden Jahr musste sich der Turiner Klub im Finale den Genuesen geschlagen geben.

### Gründung des AC Mailand

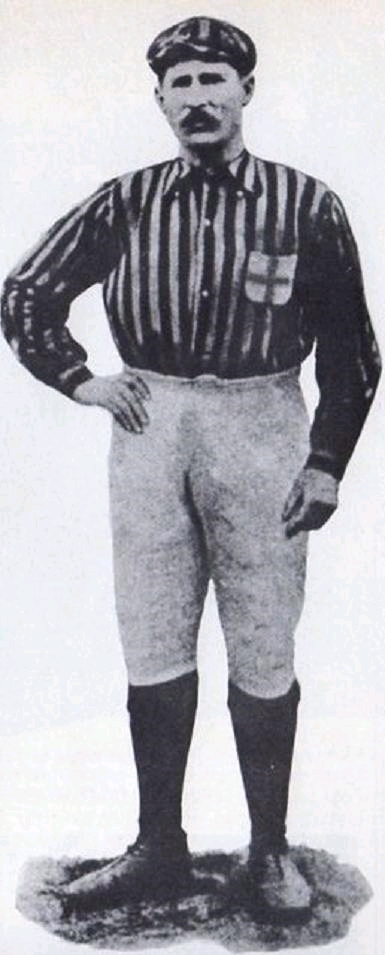
Herbert Kilpin im Trikot der AC Mailand um 1910

Bereits 1898 hatte Herbert Kilpin zusammen mit seinem Freund Samuel Richard Davies Turin in Richtung Mailand verlassen. Im folgenden Jahr gehörten die beiden zu den Gründern der AC Mailand, der am 16. Dezember 1899 als Milan Foot-Ball and Cricket Club gegründet wurde. Der erste gewählte Präsident des Vereins wurde Alfred Edwards, während Kilpin, der der Erfahrenste in der Führungsriege war, als Spielertrainer fungierte und der danach älteste Spieler der Mannschaft, David Allison, Mannschaftskapitän wurde.
Der neu gegründete Klub war auf Anhieb erfolgreich. 1901 gewann man im zweiten Jahr des Bestehens die erste italienische Meisterschaft der Vereinsgeschichte. Im Jahr 1906 folgte der zweite Titel, wieder mit Kilpin als Feldspieler und Trainer. Im Jahr 1906 wurde der Engländer als Milan-Trainer durch Daniele Angeloni abgelöst, der im Vorjahr seine Spielerlaufbahn beendet hatte. Herbert Kilpin lief noch bis 1908 für den Mailänder Klub auf und gewann 1907 den dritten und letzten Scudetto seiner Karriere. Insgesamt absolvierte er in zehn Jahren 23 Meisterschaftsspiele für Milan und erzielte dabei sieben Tore.

### Ruhestand und Tod
Herbert Kilpin beendete im Jahr 1908 seine aktive Laufbahn. Danach ist über sein Leben nichts bekannt. Er starb am 22. Oktober 1916 im Alter von 46 Jahren in Mailand, möglicherweise an den Folgen seiner Rauch- und Trinkgewohnheiten.
In den 1990er Jahren wurde sein Grab, das lange als verschollen galt, durch den italienischen Hobby-Historiker Luigi La Rocca auf einem kommunalen Friedhof in Mailand wiederentdeckt. Es trug keine Namensangaben und befand sich auf einem Teil des Friedhofs, auf dem nur Protestanten beerdigt wurden. 1999, im Jahr des 100-jährigen Vereinsjubiläums der AC Mailand, wurden Kilpins sterbliche Überreste auf den Cimitero Monumentale di Milano überführt, wo ihm der Klub einen neuen Grabstein stiftete. Im Rahmen des 125-jährigen Jubiläums der AC Mailand wurden im Dezember 2024 die sterblichen Überreste von Kiplin in die Ehrenhalle Famedio des Friedhofs überführt.

## Erfolge

### Als Spieler
- Italienische Meisterschaft: 1901, 1906, 1907
- Medaglia del Re: 1900, 1901, 1902

### Als Trainer
- Italienische Meisterschaft: 1901, 1906